# لیبیوس سوروس
لیبیوس سوروس (به لاتین: Libius Severus) (درگذشتهٔ ۱۵ اوت یا ۱۴ نوامبر ۴۶۵) که گاه او را به اشتباه لیویوس سوروس نیز نامیده‌اند امپراتور روم غربی از ۴۶۱ تا ۴۶۵ بود.

## زندگی

### رسیدن به قدرت
روم غربی پس از مرگ ماژوریان در ۴۶۱ به مدت ۳ ماه فاقد امپراتور بود تا اینکه سرانجام در ۱۹ نوامبر همان سال لیبیوس سوروس را امپراتور جدید ساختند. لیبیوس از اهالی لوکانیا در جنوب غربی ایتالیا بود و ریکیمر، فرماندهٔ ژرمانی و قدرتمند سپاهیان و تعیین‌کنندهٔ سیاست‌های روم غربی از زمان حکومت آویتوس، در انتصاب او به این مقام نقش داشت. بدین ترتیب لیبیوس سوروس امپراتوری دست‌نشانده و تحت فرمان ریکیمر بود.

### آغاز تهدیدها و دشمنی‌ها
با این حال حکومت لیبیوس سوروس با چالش‌های بسیاری روبرو شد. از سویی لئوی یکم، امپراتور روم شرقی هرگز او را به‌عنوان امپراتور به رسمیت نشناخت و در نتیجه از او با عنوان غاصب تاج و تخت در نیمهٔ شرقی نام برده می‌شد و از سوی دیگر ژنرال آئگیدیوس، سرور سربازان در گل و کسی که ارتش بزرگی را درآنجا فرماندهی می‌کرد از به رسمیت شناختن لیبیوس خودداری کرد. در همین زمان مارسلینوس، فرماندهٔ نظامی دالماتیا و دشمن ریکیمر با تشویق لئوی یکم به نمایش دشمنی آشکار خود با امپراتور دست‌نشانده پرداخت و پس از او وندال‌ها که بر طبق علایق امپراتوری شرقی عمل می‌کردند آشکارا به دشمنی با لیبیوس پرداخته و گایسریک، پادشاه وندال‌ها خواهان جایگزینی لیبیوس با اولیبریوس (بعدتر امپراتور در ۴۷۲) شد.
با افزایش چنین تهدیدهایی علیه روم غربی، ریکیمر که برای مقابله با آلان‌ها در برگامو در شمال ایتالیا به سر می‌برد و توانسته بود بر آنها پیروز شود به سرعت بازگشت و با خواری از لئوی یکم درخواست نمود تا جلوی این تهدیدها را بگیرد. پس از آن مارسلینوس پذیرفت تا به آرام سازی اوضاع بپردازد اما گایسریک و وندال‌ها از تهدیدات خود دست برنداشته و سیسیل و ایتالیا را مورد هجوم گستردهٔ خود قرار دادند.

### مرگ
لیبیوس سوروس در حدود ۴ سال فرمانروایی کرد و در پاییز ۴۶۵ در رم درگذشت. برخی منابع تاریخ درگذشت او را ۱۵ اوت ذکر کرده‌اند که ممکن است اشتباه باشد زیرا یکی از فرمان‌های او در ۲۵ سپتامبر همان سال صادر شده است، هرچند ممکن است این فرمان پس از مرگ او صادر شده باشد. برخی دیگر نیز این تاریخ را ۱۴ نوامبر ۴۶۵ دانسته‌اند. علت دقیق مرگ او مشخص نیست، در سدهٔ ششم میلادی چنین عنوان شد که ریکیمر او را مسموم کرده بود اما سیدونیوس آپولیناریس در ۴۶۸ نوشت که لیبینیوس سوروس به مرگ طبیعی درگذشته است.